# Clanis bilineata
Espèce
Clanis bilineata est une espèce de lépidoptères de la famille des Sphingidae, de la sous-famille des Sphinginae, de la tribu des Sphingini et du genre Clanis.

## Description
L'envergure du papillon varie de 94 à 150 mm pour la sous-espèce type et de 94 à 120 mm pour la sous-espèce tsingtauica.

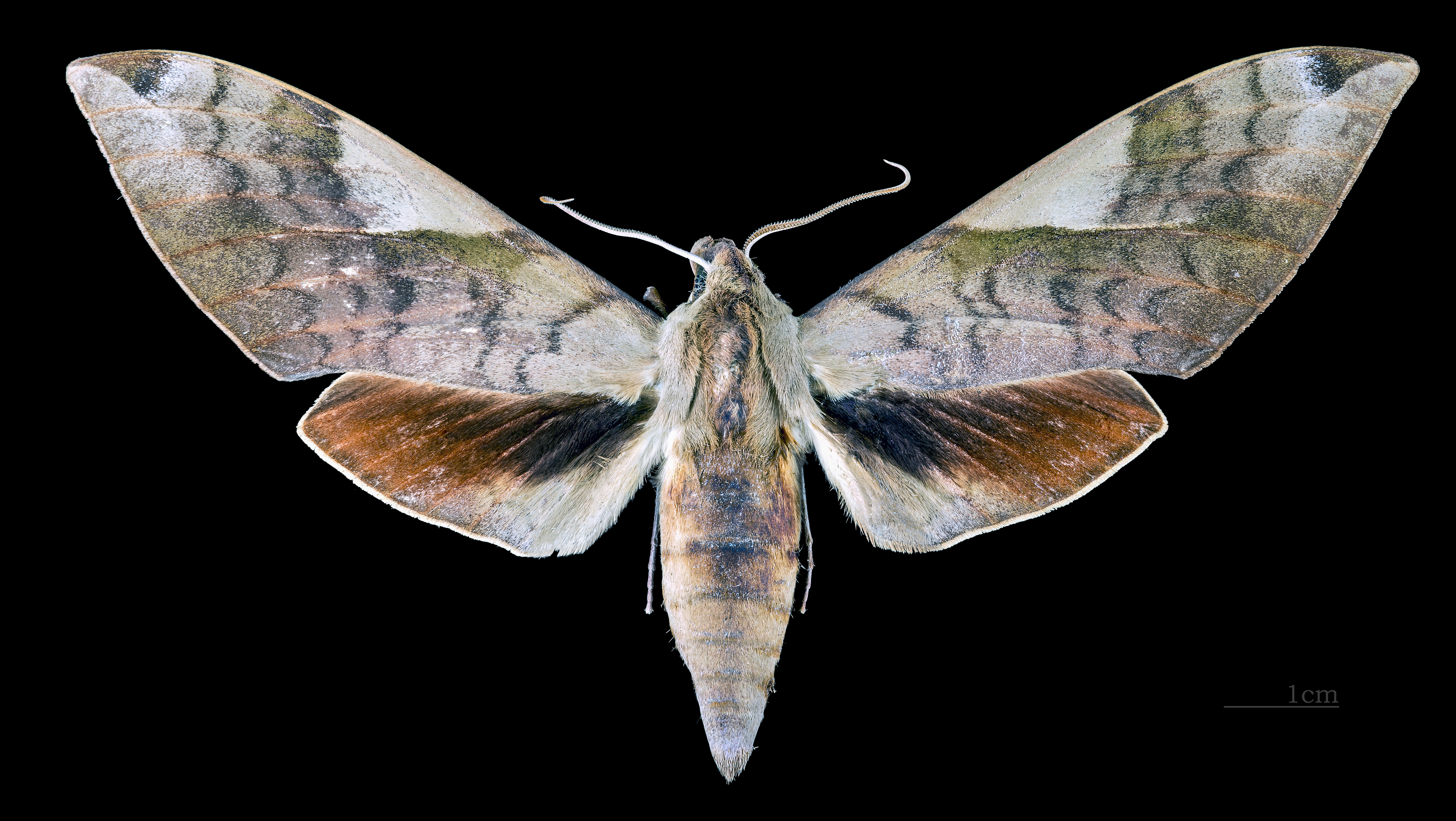
Clanis bilineata bilineata Face dorsale du mâle (coll.MHNT)
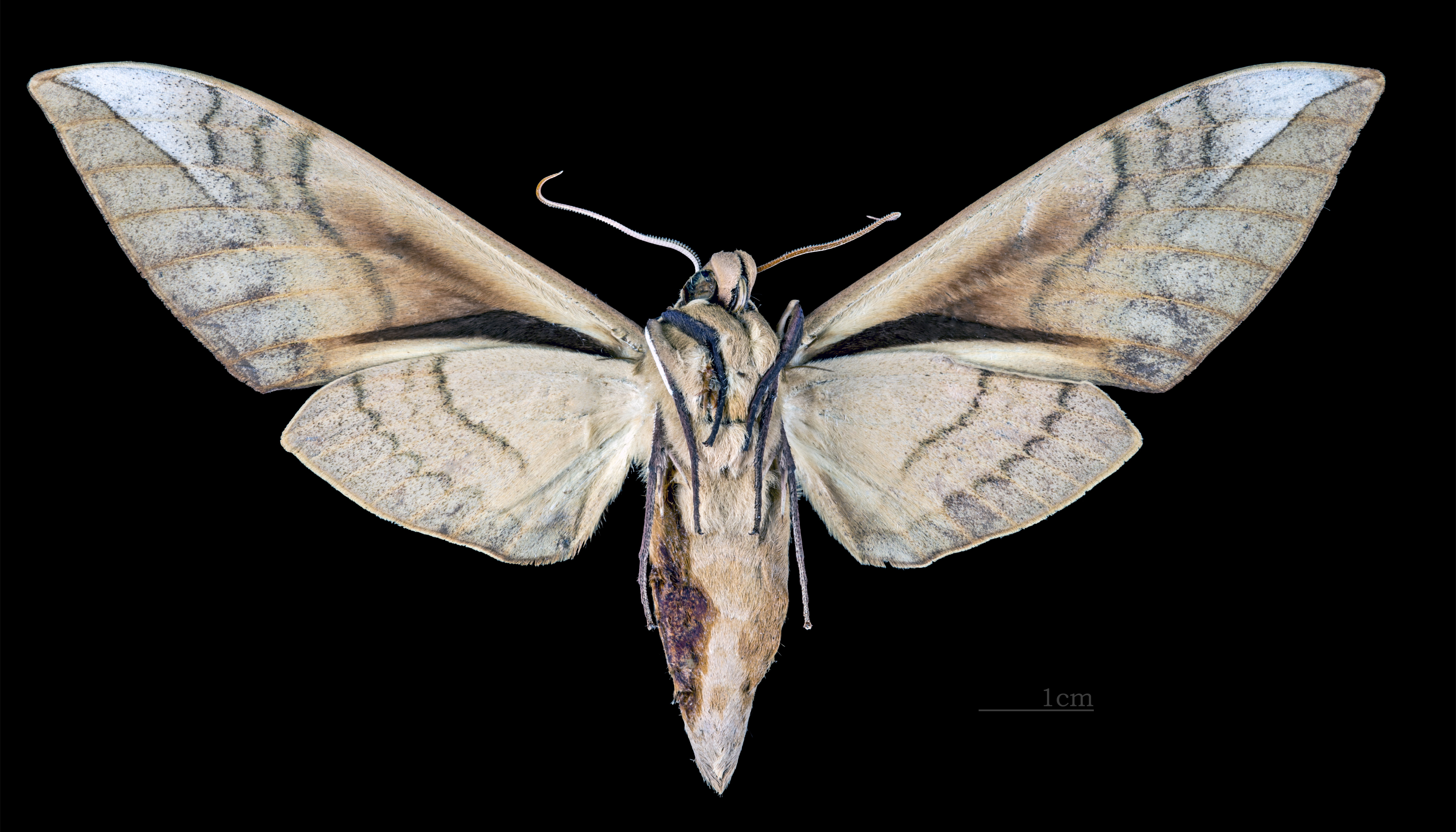
Clanis bilineata bilineata Revers du mâle (coll.MHNT)
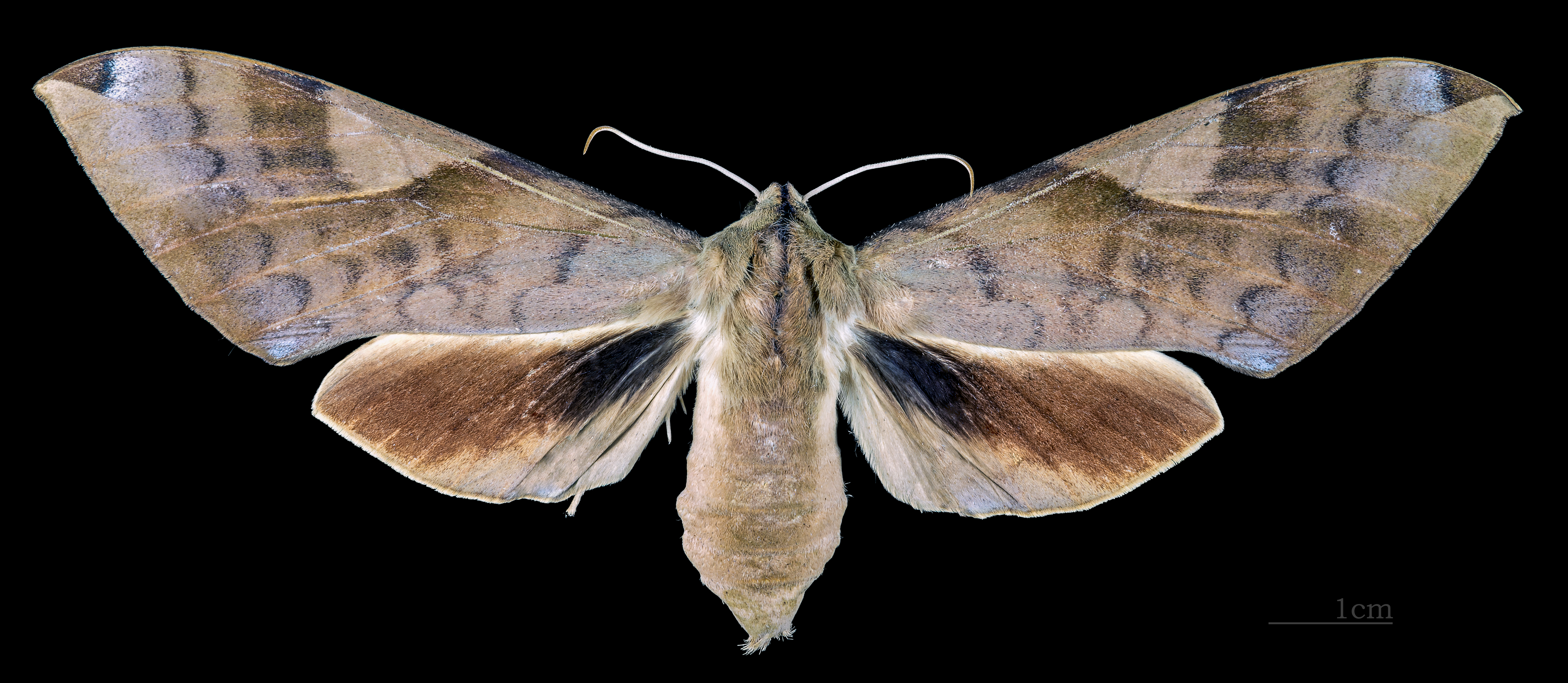
Clanis bilineata bilineata Face dorsale de la femelle (coll.MHNT)
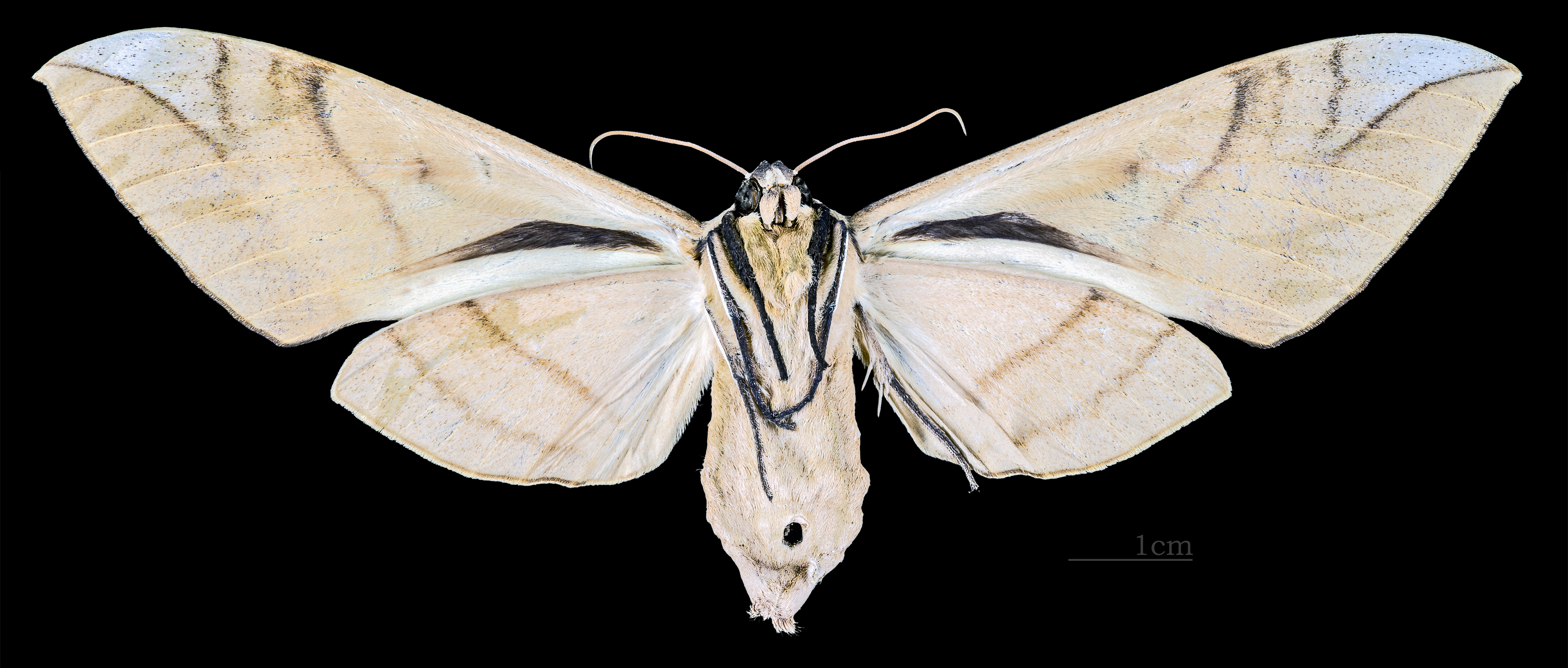
Clanis bilineata bilineata Revers de la femelle (coll.MHNT)

## Répartition et habitat
L'espèce est connue dans une large partie de l'Asie : sud de l'Inde, au nord (Sikkim), au Népal, dans le sud de la Chine, à Taiwan, aussi au Japon et en Corée.

## Biologie
Les adultes de la sous-espèce type volent de la fin février à octobre, avec des pics en avril, fin juillet-début août et mi-septembre à Hong Kong. Il y a plusieurs générations par an. La sous-espèce tsingtauica vole de mai à fin septembre en Corée.
Les chenilles de la sous-espèce nominale ont été vues sur Pongamia pinnata, Millettia atropurpurea et Pterocarpus marsupium en Inde. Dans le sud de la Chine, les chenilles ont été vues sur les genres Mucuna et Pueraria. La sous-espèce Clanis bilineata tsingtauica est monophage de la famille des Fabaceae en Chine, y compris les genres Acacia, Glycine, Mucuna, Pueraria et les robiniers.

## Systématique
- L'espèce a été décrite par l'entomologiste britannique Francis Walker, en 1866 sous le nom initial de Basiana bilineata[1].
- La localité type est Darjeeling.

### Synonymie
- Basiana bilineata Walker, 1866 Protonyme
- Clanis bilineata sumatrana Clark, 1936[2].

### Taxinomie
Liste des sous-espèces
- Clanis bilineata bilineata Walker, 1866
- Clanis bilineata tsingtauica Mell, 1922[3] (Extrême-Orient russe, le Japon, la Corée et le nord-est de la Chine, notamment au Shaanxi et au Zhejiang).
- Clanis bilineata formosana Gehlen, 1941[4] (Endémique de Taiwan)

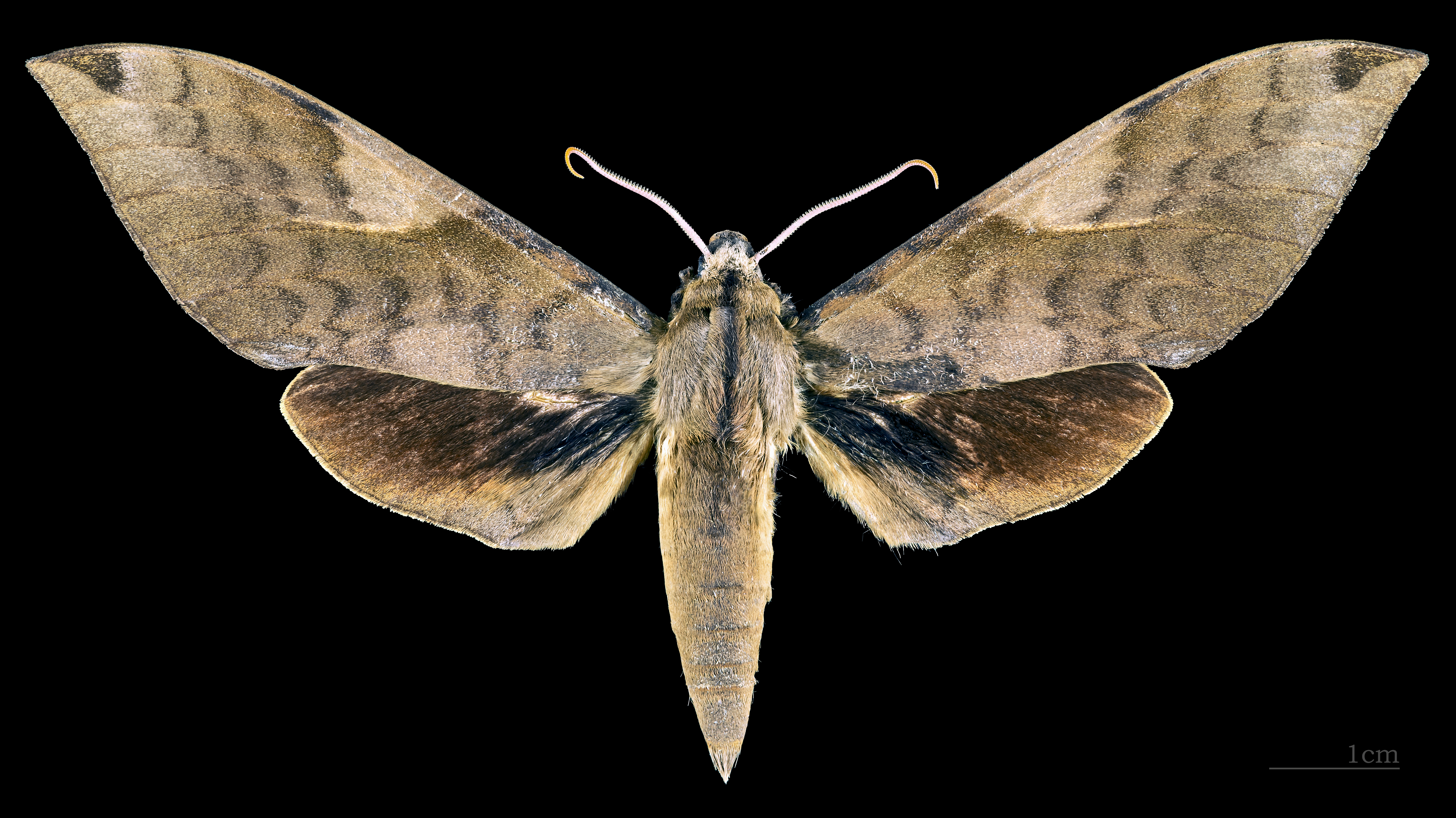
Clanis bilineata formosana Face dorsale du mâle (coll.MHNT)
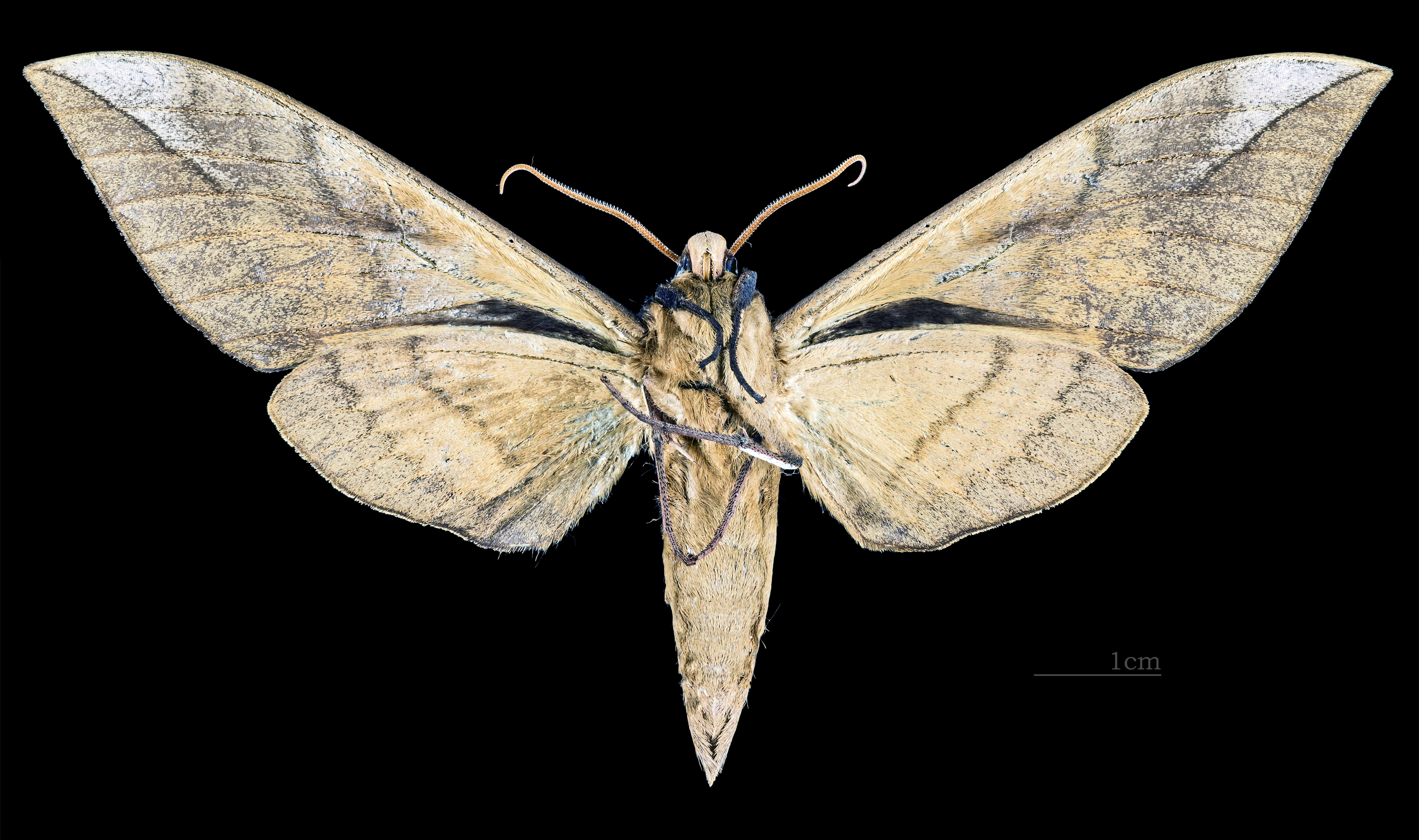
Clanis bilineata formosana Revers du mâle (coll.MHNT)
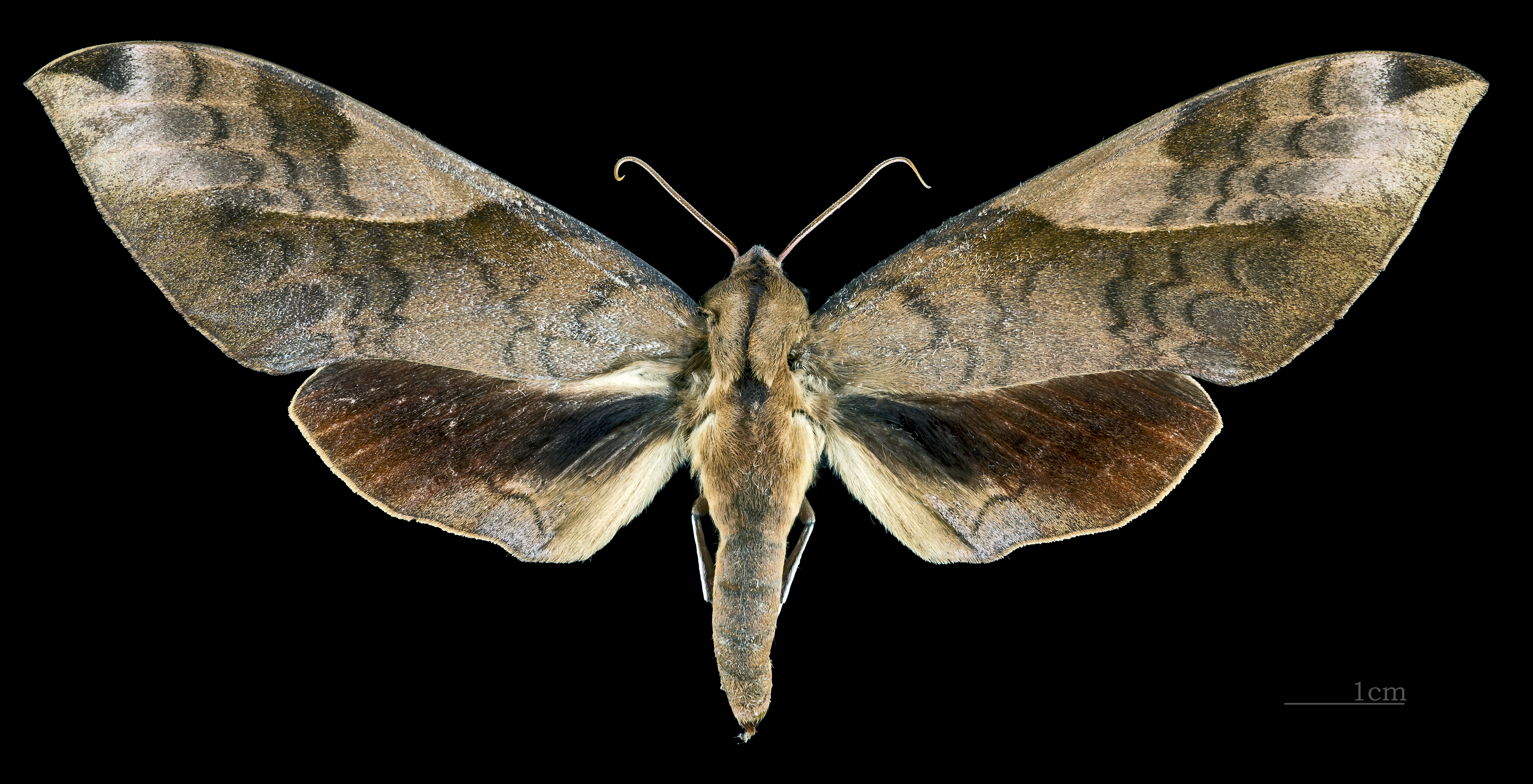
Clanis bilineata formosana Face dorsale de la femelle (coll.MHNT)
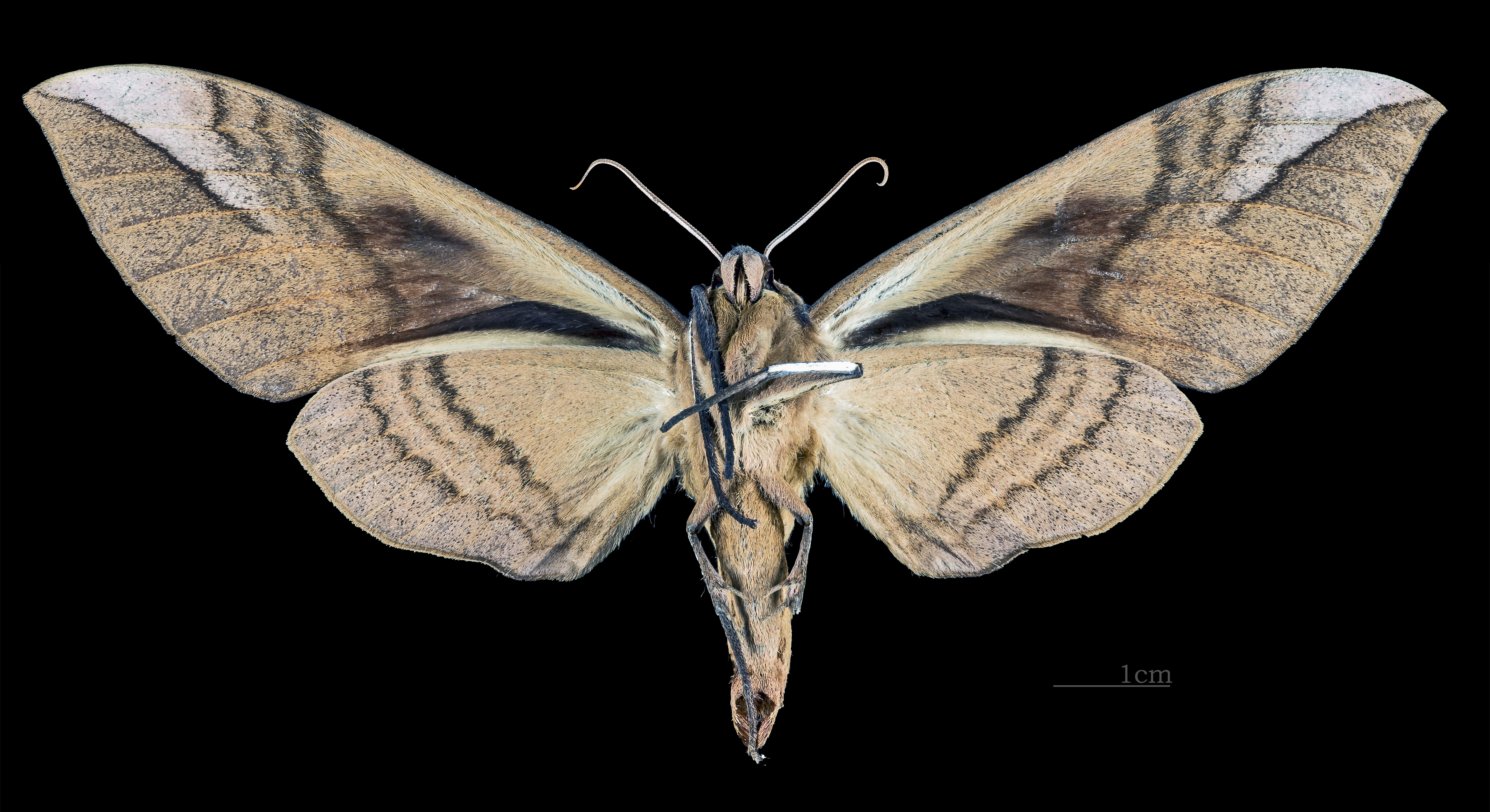
Clanis bilineata formosana Revers de la femelle(coll.MHNT)

## Clanis bilineataet l'Homme
La chenille de la sous-espèce Clanis bilineata tsingtauica est un ravageur important pour le soja en Chine, défoliant souvent des champs entiers.